# Gamid Ruslanowitsch Agalarow
Gamid Ruslanowitsch Agalarow (russisch Гамид Русланович Агаларов; * 16. Juli 2000 in Machatschkala) ist ein russischer Fußballspieler.

## Karriere

### Verein
Agalarow begann seine Karriere bei Anschi Machatschkala. Ab der Saison 2017/18 stand er im Kader der zweiten Mannschaft Anschis, für die er in jener Spielzeit zu zwei Einsätzen in der Perwenstwo PFL kam. Zur Saison 2018/19 rückte er in den Profikader. Im Juli 2018 debütierte er in der Premjer-Liga, als er am ersten Spieltag jener Saison gegen Ural Jekaterinburg in der 80. Minute für Amir Mochammad eingewechselt wurde. Bis Saisonende kam er zu sieben Einsätzen in der höchsten Spielklasse, aus der er mit Anschi allerdings zu Saisonende abstieg. In weiterer Folge erhielt der Klub auch keine Zweitligalizenz, sondern musste direkt in die dritte Liga absteigen. In der Perwenstwo PFL kam er in der Saison 2019/20 bis zur Winterpause 15 Mal zum Einsatz.
Im Januar 2020 wechselte Agalarow zum Erstligisten FK Ufa. In Ufa absolvierte er bis Saisonende fünf Erstligapartien. Nach weiteren fünf Einsätzen bis zur Winterpause 2020/21 wurde er im Januar 2021 an den Zweitligisten Wolgar Astrachan verliehen. Für Wolgar kam er bis Saisonende zu 14 Einsätzen in der Perwenstwo FNL. Zur Saison 2021/22 kehrte der Stürmer wieder nach Ufa zurück. Zwar stieg der Verein zu Saisonende in der Relegation gegen den FK Orenburg ab, doch Agalarow wurde mit 19 Treffern Torschützenkönig der Premjer-Liga.
Der Angreifer blieb anschließend der Liga erhalten und wechselte zur Saison 2022/23 zu Achmat Grosny. Für Achmat kam er in der Saison 2022/23 zu 22 Einsätzen, in der Saison 2023/24 absolvierte er 19 Spiele. Nach weiteren drei Einsätzen zu Beginn der Saison 2024/25 wechselte Agalarow im August 2024 zum Ligakonkurrenten Dynamo Machatschkala.

### Nationalmannschaft
Agalarow spielte ab 2018 ab der U-18 für russische Jugendnationalteams. Im September 2021 wurde er erstmals für die A-Nationalmannschaft nominiert.

## Persönliches
Sein Vater Ruslan (* 1974) war usbekischer Nationalspieler, sein Onkel Kamil (* 1988) ist ebenfalls Fußballspieler.